# Benedikt Magnússon
Benedikt Magnússon (ur. 4 czerwca 1983) – islandzki trójboista siłowy i profesjonalny strongman.
Obecnie najlepszy islandzki siłacz. Mistrz Islandii Strongman w latach 2003, 2006 i 2007.

## Życiorys
Benedikt Magnússon wziął udział dwukrotnie w elitarnych zawodach siłaczy Arnold Strongman Classic, rozgrywanych w Columbus (USA), w latach 2006 i 2008. Latem 2009 r. zwiększył znacznie masę ciała do 177,5 kg.
30 grudnia 2007 r. zawarł związek małżeński z Gemmą Taylor (Gemmą Magnússon), Mistrzynią Wielkiej Brytanii Strongwoman.
Benedikt Magnússon jest jednym z najlepszych trójboistów siłowych świata. Brat Benedikta Magnússona, Magnús Magnússon, również jest siłaczem.
Jest zrzeszony w federacji IFSA i obecnie sklasyfikowany na 7. pozycji.
Mieszka w Hafnarfjörður.
Wymiary:
- wzrost 183 cm
- waga 150 - 177,5 kg

Rekordy życiowe:
- przysiad ? kg
- wyciskanie ? kg
- martwy ciąg 500 kg (1102 lbs)[4][5]

## Osiągnięcia strongman
- 2003
  - 1. miejsce - Mistrzostwa Islandii Strongman
- 2004
  - 2. miejsce - Mistrzostwa Islandii Strongman
- 2006
  - 5. miejsce - Arnold Strongman Classic
  - 1. miejsce - Mistrzostwa Islandii Strongman
  - 7. miejsce - Mistrzostwa Świata IFSA Strongman 2006
- 2007
  - 1. miejsce - Mistrzostwa Islandii Strongman
- 2008
  - 5. miejsce - Arnold Strongman Classic